# Star Trek: Conquest
Star Trek: Conquest és un videojoc ambientat en l'univers fictici de Star Trek. El joc inclou tant estratègia per torns i com per temps real. Va ser desenvolupat per l'estudi escocès 4J Studios, que prèviament desenvolupà Star Trek: Encounters, i va ser publicat per Bethesda Softworks per a la PlayStation 2 i Wii.
El joc es desenvolupa en la sèrie Star Trek: La nova generació, els jugadors tenen la possibilitat de triar sis grups diferents: Federació, klingon, romulans, Breen, Cardassians i el domini (Aquest últims però són de Star Trek: Deep Space Nine).